# Laguna Gallo
Laguna Gallo es una localidad argentina, ubicada en el departamento Pilagás de la provincia de Formosa. Se encuentra en el cruce de las rutas provinciales 20 y 3; la primera la comunica al oeste con El Recreo y al este con Tres Lagunas, la segunda la vincula al sur con Pirané.

## Población
Cuenta con 261 habitantes (Indec, 2010). Su población fue censada en 2001 como rural dispersa.